# トマト銀行

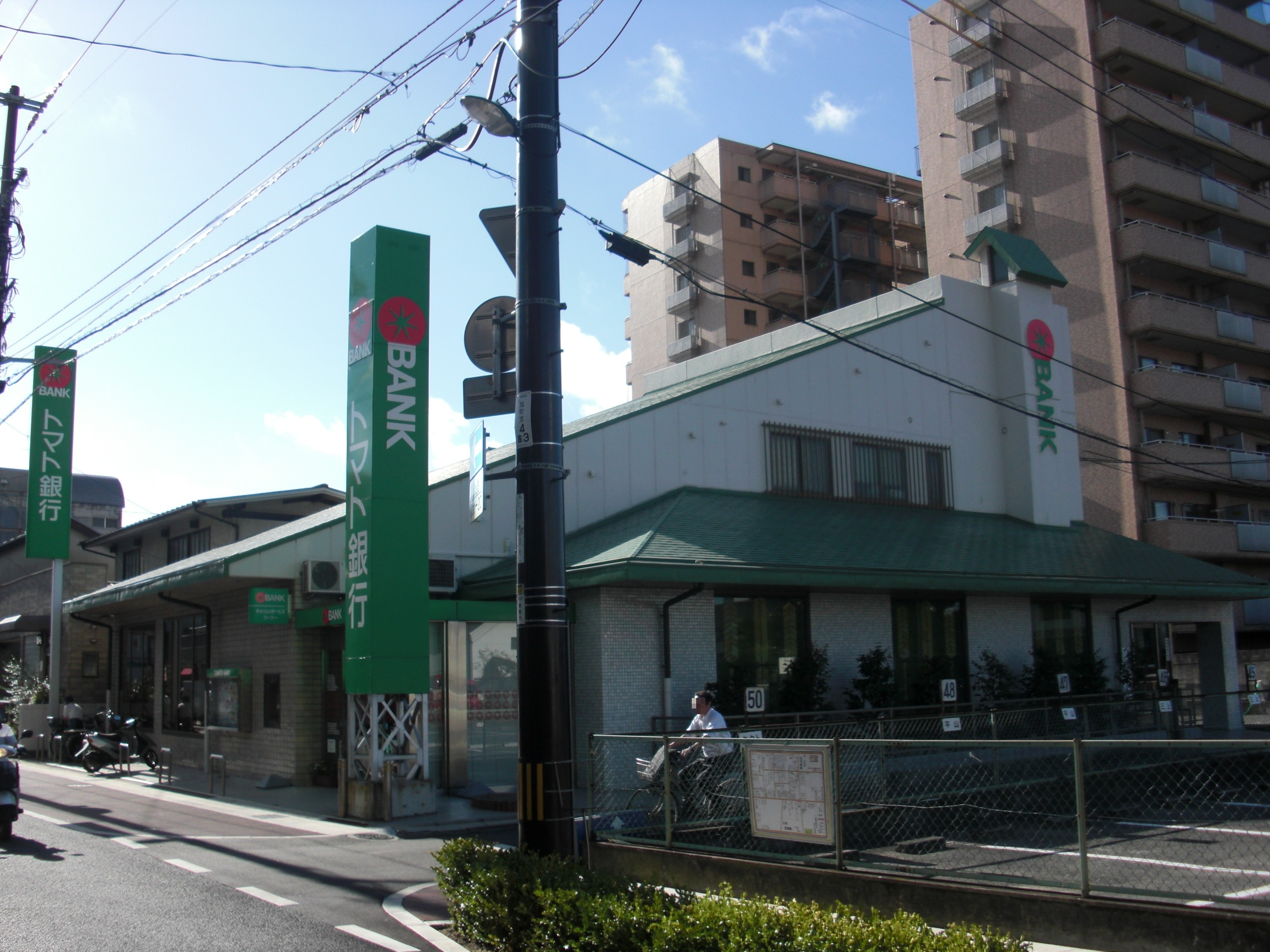
店舗の例 鶴形支店（旧 倉敷支店）

株式会社トマト銀行（トマトぎんこう、英: TOMATO BANK,LTD.）は、岡山県岡山市に本店を置く第二地方銀行。
コーポレートスローガンは「にんげん大好き」。
なお、アメリカのTomato Bank（宏基銀行）および韓国のトマト貯蓄銀行（朝鮮語: 토마토저축은행）とは全く関係ない。

## 概要
旧山陽相互銀行を前身とする県内唯一の第二地方銀行で、岡山県における第二の銀行としての性格を有する。1931年、倉敷市川西町に倉敷無尽として創業し、1989年に山陽相互銀行から普通銀行に転換して現在の商号となった。商号は、世界中で愛され庶民的で認知度の高い“トマト”が、転換後に目指す新しい銀行のイメージと一致したことに由来するもので、シンボルマークもトマトをモチーフとしたものとなる。当時の銀行名称としては斬新なもので、発表と同時に全国から預金申し込みが殺到したほか、日本のみならず海外のマスコミにも取り上げられ、新語・流行語大賞の新語部門で銅賞を受賞したり、トマト加工業国内最大手の「カゴメ」と提携したりと話題にもなった。
地元金融機関としては（第一）地方銀行の中国銀行が圧倒的なシェアを有する岡山県内において、企業がメインバンクとする銀行は首位が中国銀行の10,934社（構成比46.54%）、次点がトマト銀行の2,693社（同11.43%）、3位はおかやま信用金庫の2,482社(10.47%)である。
2014年7月、営業部が入る本棟と住宅ローンセンター棟の2棟からなる倉敷営業部（倉敷本社）を開設した。150人を収容できる多目的ホールも設置し、創業地である倉敷市でのプレゼンスを高めるとしている。
岡山県をホームタウンとするJリーグクラブであるファジアーノ岡山のスポンサーであり、一般通帳とは別に、同クラブチームのイメージカラーとロゴエンブレムをデザインした通帳およびキャッシュカードを希望者（チームサポーター）向けに発行している。

## 沿革
- 1931年（昭和6年）11月9日 - 倉敷市に倉敷無尽を設立。
- 1941年（昭和16年）3月 - 興国無尽、別所無尽を吸収合併し、三和無尽と商号変更。本店を岡山市に移す。
- 1943年（昭和18年）9月 - 中国無尽より営業権を譲り受ける。
- 1951年（昭和26年）10月 - 相互銀行法の施行により相互銀行に転換、三和相互銀行と商号変更。
- 1969年（昭和44年）4月 - 山陽相互銀行と商号変更。
- 1971年（昭和46年）7月 - 株式を大阪証券業協会（現・ジャスダック証券取引所）に店頭登録。
- 1975年（昭和50年）12月 - 本店を現在地に移転。
- 1976年（昭和51年）4月 - オンラインシステム移行
- 1987年（昭和62年）10月 - 大阪証券取引所市場第2部および広島証券取引所に上場。
- 1989年（平成元年）4月 - 普通銀行へ転換し、トマト銀行と商号変更。
- 2000年（平成12年）3月 - 広島証券取引所と東京証券取引所の合併に伴い東京証券取引所市場第1部に上場。
- 2002年（平成14年）7月8日 - 破綻した岡山県信用組合の事業を譲受。
- 2003年（平成15年）3月24日 - 広島銀行とATM・CD相互無料提携。
- 2005年（平成17年）
  - 2月23日 - コンビニATM最大手であるアイワイバンク銀行（現・セブン銀行）と提携。
  - 6月7日 - 岡山南営業部に、「新光証券カスタマープラザ岡山（後のみずほ証券カスタマープラザ岡山）」を設置。
- 2007年（平成19年）
  - 3月13日 - ファジアーノ岡山FCのスポンサー契約を締結。
  - 11月19日 - 「ファジアーノ岡山応援定期預金」の取扱開始。
  - 12月10日 - イオン銀行のATMと提携。
- 2008年（平成20年）6月2日 - 中国銀行、岡山県下全信用金庫および笠岡信用組合とのATM・CD相互出金利用手数料無料提携サービス「おかやまATMネットサービス」開始。
- 2009年（平成21年）1月5日 - 勘定系システムをNEXTBASEに移行[13][14]。
- 2010年（平成22年）3月23日 - ネット支店である「トマト銀行ももたろう支店」を開設。
- 2013年（平成25年）
  - 4月12日 - 岡山南営業部に併設されるみずほ証券岡山支店カスタマープラザ岡山が廃止。
  - 8月1日 - 「ファジアーノ岡山 通帳・キャッシュカード」取扱開始[15]。
- 2014年（平成26年）7月14日 - 倉敷市に倉敷営業部（倉敷本社）を開設。
- 2021年（令和3年）8月16日 - ローソン銀行の「即時口座決済サービス」に参加。これにより、ローソン銀行ATMでトマト銀行の口座から「au PAY」にチャージができるようになる[16][17]。

## マスコットキャラクター
「トマト銀行」への商号変更と同時に、マスコットキャラクターのトックンを制定。トックンのイラスト入り通帳は、発行開始当日に初版の3万冊をすべて配布し終え、直ちに増刷された。

## 歴代社長
| 代数   | 氏名       | 在任期間    | 出身校・備考                           |
| ------ | ---------- | ----------- | -------------------------------------- |
| 初代   | 渡辺源太郎 | 1931 - 1945 | 倉敷無尽→三和無尽社長へ改名            |
| 第2代  | 奥多計三   | 1945 - 1948 |                                        |
| 第3代  | 寺尾知之   | 1948 - 1950 |                                        |
| 第4代  | 日下辰太   | 1950 - 1957 | 東京帝国大学法学部・三和相互銀行へ改名 |
| 第5代  | 立林文二   | 1957 - 1966 | 東京帝国大学法学部・在職中に死去       |
| 第6代  | 前田勇     | 1966 - 1983 | 東京商科大学・山陽相互銀行へ改名       |
| 第7代  | 吉田憲治   | 1983 - 1992 | 大阪市立大学法学科・トマト銀行へ改名   |
| 第8代  | 吉田忠明   | 1992 - 2006 | 一橋大学経済学部                       |
| 第9代  | 中川隆進   | 2006 - 2014 | 京都大学                               |
| 第10代 | 高木晶悟   | 2014 -      | 同志社大学                             |

## 関係会社

### 連結子会社
- トマトビジネス株式会社
- トマトカード株式会社

### 持分法適用関連会社
- トマトリース株式会社

## 店舗網
本店所在地である岡山県を基盤として隣県にも一部展開しており、店舗数は岡山県53店舗、兵庫県4店舗（赤穂・龍野・姫路・神戸）、広島県（福山）・大阪府・東京都・インターネット（ももたろう支店）に各1店舗の計61店舗である。
また、香川県の第二地銀である香川銀行は岡山県内にも複数の店舗があるが、その逆であるトマト銀の店舗は香川県に存在しない。かつては高松支店が置かれており、瀬戸大橋開通を翌年に控えバブル景気に沸いていた1987年（昭和62年）4月に開店したが、年数の経過とともに高松と岡山を跨いだ顧客ニーズが減少したため、2001年（平成13年）1月4日に児島支店へ統合された。ただし、トマト銀のテレビコマーシャルは両県が同一の放送エリアとなっている関係で香川県でも同様に放映されている。

## 提携ATMについて

### 地元金融機関
2008年6月2日より、岡山県内に本店を置く金融機関の内、当行と中国銀行・岡山県下全信用金庫（おかやま・水島・津山・玉島・備北・吉備・備前日生）および笠岡信用組合の合わせて10金融機関 におけるATM・CD相互出金利用手数料無料提携を行っている。

### その他の地方銀行・第二地方銀行
地方銀行の広島銀行とも個別に平日8:45～18:00の出金は手数料が相互無料取り扱いとなる。

### ゆうちょ銀行
神田今川橋郵便局・大阪新町郵便局・ゆうちょ銀行高松店（高松中央郵便局内）のゆうちょ銀行ATMでは平日8:45〜18:00・土曜日9:00～14:00の入出金は手数料が無料。それ以外のゆうちょ銀行ATMでは要手数料。

### コンビニATM
セブン銀行、イオン銀行との提携によりATM利用の際には入出金時、時間帯別ごとに設定された手数料が徴収される。